# Eugen Burg
Eugen Burg est un acteur et réalisateur allemand né le 6 janvier 1871 à Berlin et décédé le 15 novembre 1944.

## Filmographie

### Acteur
- 1914 : Die Marketenderin
- 1915 : Das dunkle Schloß : Sherlock Holmes
- 1915 : Ein kluges Herz
- 1915 : Nahira
- 1915 : Nur eine Lüge
- 1915 : Robert und Bertram, die lustigen Vagabunden : Robert
- 1916 : Alles aus Gefälligkeit
- 1916 : Ein helles Mädchen
- 1917 : Das Opfer der Yella Rogesius : Trainer Braun
- 1917 : Der Fall Hirn
- 1917 : Der karierte Regenmantel
- 1918 : Die Prinzessin von Montecuculi
- 1918 : Genie und Liebe
- 1918 : Helga
- 1918 : Im Schloß am See : Baron Heidecker
- 1919 : Das Geheimnis des Schafotts
- 1919 : Der Erbe von Skialdingsholm
- 1920 : Das Land der Verheißung
- 1920 : Die Schmugglerin
- 1920 : Oberst Chabert : Oberst Chabert
- 1920 : Seelen im Sumpf : Artist Arpad Witt
- 1921 : Die Diktatur der Liebe, 2. Teil - Die Welt ohne Liebe : Oswald Born
- 1921 : Die große und die kleine Welt
- 1921 : Die schwarze Pantherin : Moulin, ein Kunstkritiker
- 1921 : Violet : Hans von Maalen
- 1922 : Der Bekannte Unbekannte d'Erik Lund : Charly
- 1922 : Die Lüge eines Sommers
- 1922 : Die vom Zirkus
- 1922 : Fridericus Rex - 1. Teil : Sturm und Drang
- 1922 : Fridericus Rex - 2. Teil : Vater und Sohn
- 1922 : Marie Antoinette - Das Leben einer Königin : Graf de la Motte
- 1922 : Mignon : Marchese Cypriani
- 1922 : Wenn die Maske fällt
- 1923 : Alt-Heidelberg de Hans Behrendt : Lutz, Kammerdiener
- 1923 : S.O.S. Die Insel der Tränen : John Harding
- 1924 : Gobseck : Graf Otto Hohnthal
- 1924 : La Belle Aventure : Kiminalinspektor
- 1924 : Le Roi du cirque d'Édouard-Émile Violet et Max Linder
- 1924 : Lord Spleen
- 1926 : Achtung Harry !Augen auf ! : Graham Horst
- 1926 : Das süße Mädel
- 1926 : Die dritte Eskadron : Der Herr Oberst
- 1926 : Die lachende Grille : Baron Rothschild
- 1926 : La Grande parade de la flotte : Wilhelm H. Elsberg
- 1926 : Sibérie, terre de douleur de Mario Bonnard et Guido Parish
- 1927 : Das tanzende Wien de Friedrich Zelnik : Kaiser Franz Josef
- 1927 : Das edle Blut : Major von Lingen
- 1927 : Der Mann ohne Kopf : Veras Vater
- 1927 : Die Geliebte : Vater von Anna
- 1927 : Die Jagd nach der Braut : Thomas Atkins
- 1927 : Le Mannequin du Roi : Levaseur
- 1927 : Les Aventures du cirque Beely : Zirkusmanager
- 1927 : Rinaldo Rinaldini : Ein Bankier
- 1927 : Sandor, Prince vagabond : Der Kaiser
- 1927 : Schwere Jungs - leichte Mädchen : Martin Overbeck sen.
- 1927 : Son plus grand bluff (Sein größter Bluff) de Harry Piel et Henrik Galeen : Police
- 1927 : Survival : Grad-lieu
- 1928 : Es zogen drei Burschen : Spiessbürgerin
- 1928 : Gaunerliebchen : Anwalt
- 1928 : Herkules Maier
- 1928 : Les Aventures d'Anny : William Cord, Getreidekönig, ihr Vater
- 1928 : Mann gegen Mann : Berner
- 1928 : Mädchen, hütet Euch !
- 1928 : Panik
- 1928 : Voleurs de jeunesse : Irinas Vater
- 1928 : Wer das Scheiden hat erfunden
- 1929 : Au service du tsar (der Adjutant des Zaren) de Vladimir Strizhevsky : Baron Korff
- 1929 : Ja, ja, die Frauen sind meine schwache Seite : Baron Bingen sen.
- 1929 : Jennys Bummel durch die Männer : Mr. Pierpont Bruce
- 1929 : Le Légionnaire 67.82 : Dr Hahn, Komissar
- 1929 : Morgenröte : Schücking, ein Finanzmann
- 1929 : Ohne Geld durch die Welt : Dannemann, Herbert
- 1929 : Spiel um den Mann : Polizeikommissar
- 1930 : La Vie aventureuse de Catherine I de Russie
- 1930 : Liebeskleeblatt
- 1930 : Ludwig der Zweite, König von Bayern
- 1930 : Oiseaux de nuit : Chef Insp. Warrington (Version allemande)
- 1931 : 1914, fleurs meurtries de Richard Oswald : Wladimir Giesl von Gieslingen
- 1931 : Casse-cou : Andersen, Kriminalkommissar
- 1931 : Der Herzog von Reichstadt : Graf Bombelles
- 1931 : Elisabeth von Österreich
- 1931 : Mary d'Alfred Hitchcock : Detektiv
- 1931 : Mon Léopold
- 1932 : Crown of Thorns
- 1932 : Der Stolz der 3. Kompanie : Minister v. Schwarzenbecher
- 1932 : Dope
- 1932 : Holzapfel weiß alles : Polizeikommissar
- 1932 : Le Vainqueur
- 1932 : Teilnehmer antwortet nicht : Polizeirat Hellring
- 1932 : Der weiße Dämon de Kurt Gerron
- 1932 : Unmögliche Liebe d'Erich Waschneck
- 1933 : Meine Frau, seine Frau
- 1933 : Streichquartett

### Réalisateur

#### Cinéma
- 1916 : Alles aus Gefälligkeit
- 1917 : Gräfin Lukani
- 1918 : Du sollst nicht töten
- 1918 : Elly und Nelly
- 1918 : Im Schloß am See
- 1919 : Das Abenteuer der Bianetti
- 1919 : Das Geheimnis der Wera Baranska
- 1919 : Das Geheimnis des Schafotts
- 1919 : Das Hexenlied
- 1919 : Der Erbe von Skialdingsholm
- 1919 : Der violette Tod
- 1919 : Die da sterben, wenn sie lieben
- 1919 : Eine Nacht, gelebt im Paradiese
- 1919 : Gezeichnete Mädchen
- 1919 : Liebe, die sich frei verschenkt
- 1920 : Das Land der Verheißung
- 1920 : Der Kelch der Keuschheit
- 1920 : Die Schildungs-Ehe
- 1920 : Die Schmugglerin
- 1920 : Ninon de Lenclos
- 1920 : Oberst Chabert
- 1920 : Salome
- 1920 : Seelen im Sumpf
- 1921 : Der wird geheiratet